# 기요미즈데라
기요미즈데라(일본어: 清水寺 청수사[*])는 교토부 교토시 히가시야마구에 있는 사원이다. 정식 이름으로 오토와산 키요미즈데라(音羽山清水寺)로도 불린다. 본존은 천수관음, 개기(창립자)는 엔친이다. 관세음보살을 안치한 33곳 중 관음영지 중 10번째에서 14번째가 여기 있다. 사원은 유네스코 세계유산으로 지정된 고도 교토의 문화재의 일부이다. 부지의 면적은 약 13만 제곱미터이다.

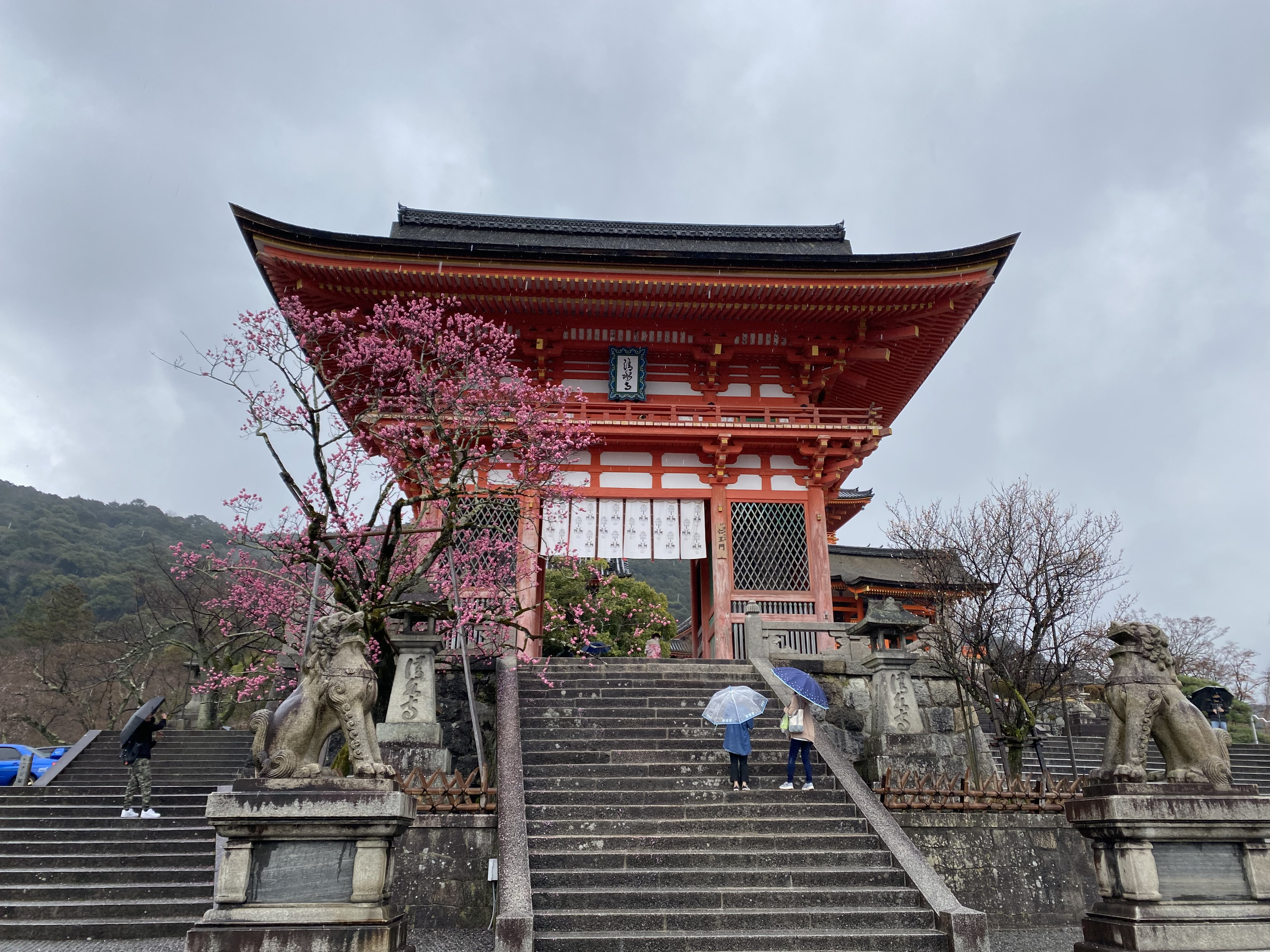
기요미즈데라 니오몬(仁王門)

기요미즈데라는 남도육종 중 하나인 법상종 계열의 사찰로, 고류지(広隆寺), 구라마데라(鞍馬寺)와 함께 헤이안쿄 천도 이전부터의 역사를 지닌 교토의 몇 안 되는 사찰 중 하나이다. 또한, 이시야마데라(石山寺, 시가현 오쓰시), 하세데라(長谷寺, 나라현 사쿠라이시) 등과 함께 일본에서도 손꼽히는 관음영장 중 하나이다. 교토 시내에서도 로쿠온지(金閣寺), 아라시야마(嵐山) 등과 함께 유명한 관광지로, 계절에 상관없이 많은 참배자와 관광객들이 방문한다. 또한 수학여행지로도 인기가 높아 많은 학생들이 찾는다.
기요미즈데라의 종파는 초기에는 법상종이었으며, 헤이안 시대 중기부터 진언종도 겸하고 있었다. 메이지 시대 초기에는 잠시 진언종 다이고파에 속했으나, 1885년(메이지 18년)에 법상종으로 복귀했다. 이후 1965년(쇼와 40년), 당시 주지였던 오오니시 료케이가 북법상종을 창설하여 법상종에서 독립했다.

## 기원과 역사

### 창건 전승
기요미즈데라의 창건에 관한 전승은 『군서유종』에 수록된 후지와라 아키히라가 편찬한 『기요미즈데라 연기』, 에이쇼 17년(1520년) 제작된 『기요미즈데라 연기 그림 두루마리』(도쿄국립박물관 소장), 『곤자쿠 모노가타리슈』, 『부상략기』의 엔랴쿠 17년(798년) 기록에도 전해지고 있다. 이들에 따르면, 창건 전승은 대략 다음과 같다.
호키 9년(778년), 야마토국의 고후쿠지 승려로 당시에 고지마데라(子島寺, 현재 나라현 다카이치군 다카토리정)에서 수행하고 있던 겐신(賢心, 이후 엔친延鎮으로 개명)은 꿈에서 받은 계시에 따라 북쪽으로 향하여 야마시로국 아타고군 야사카고의 히가시산, 현재의 기요미즈데라가 위치한 오토와산에 도착했다. 황금빛 물줄기를 발견한 겐신은 그 근원을 따라가다, 그곳에서 산에 틀어박혀 폭포수 수행을 하며 천수관음을 염송하고 있는 흰 옷을 입은 수행자 교에이 고지(行叡居士)를 만났다. 200세에 이른다는 교에이 고지는 겐신에게 "나는 오랫동안 그대를 기다렸다. 이제 나는 동쪽의 나라로 떠날 것이니 후사를 부탁하네"라는 말을 남기고 떠났다. 교에이가 관음의 화신임을 깨달은 겐신은, 교에이가 남긴 영목(靈木)으로 천수관음상을 조각하여 그의 옛 암자에 봉안했다. 이것이 기요미즈데라의 시작이라고 한다.
그로부터 2년 후인 호키 11년(780년), 사슴을 사냥하려고 오토와산에 들어온 사카노우에노 다무라마로(758년 - 811년)는 수행 중인 겐신을 만났다. 다무라마로는 아내 다카코의 병을 고치기 위해 약이 될 사슴의 피를 구하러 이 산에 왔으나, 엔친으로부터 살생의 죄에 대해 설법을 듣고 관음에 귀의하여 관음상을 모시기 위해 자신의 저택을 본당으로 기증했다고 한다. 이후 정이대장군이 되어 동쪽의 에조를 평정하라는 명을 받은 다무라마로는 자신이 세운 기요미즈데라에 평정을 기원하며 참배했다고 전해진다. 이후 젊은 무사와 노승(관음의 사자인 비사문천과 지장보살의 화신)의 가세를 받아 전투에서 승리하고 무사히 수도로 돌아올 수 있었다. 엔랴쿠 17년(798년), 다무라마로는 엔친과 협력하여 본당을 대규모로 개축하고, 관음상의 좌우에 비사문천과 지장보살의 상을 만들어 함께 봉안했다고 한다. 이러한 전승에 따라, 기요미즈데라에서는 교에이를 원조로, 엔친을 개산으로, 다무라마로를 본원으로 위치지우고 있다.
현재 우리가 볼 수 있는 건물들은 도쿠가와 이에미쓰의 명령에 의해 1633년에 재건된 것들이다. 사찰 건물 전체에 못이 하나도 쓰이지 않았다고 하여 유명하다. '기요미즈데라'라는 이름은 주변에 있는 언덕에서 흐르는 오토와 폭포에서 유래된 것인데, '기요미즈'라는 단어는 '청수(清水)', 즉 맑은 물을 의미한다.
절은 원래 법상종에 속한 사찰로, 헤이안시대 중기부터는 진언종을 겸종해왔다. 메이지시대 초기에는 일시적으로 "진언종제호파"에 존속되었으나 메이지18년(1885년)에 법상종으로 복귀하였다. 쇼와40년(1965년) 당시 주지 오니시료우케이가 "북법상종"을 입종해 법상종으로부터 독립했다.

### 헤이안 시대 이후
엔랴쿠 24년(805년), 사카노우에노 다무라마로는 태정관부에 의해 절의 부지를 하사받았고, 고닌 원년(810년)에는 사가 천황의 칙허를 받아 공인된 사찰이 되며 "호쿠칸논지"(北観音寺)라는 사찰명을 받았다고 전해진다. 『마쿠라노소시』에서는 "시끌벅적한 것"의 예로 기요미즈 관음의 연일(縁日)을 들었고, 『겐지모노가타리』의 "유우가오"(夕顔) 권이나 『곤자쿠모노가타리슈』에도 기요미즈 관음에 대한 언급이 있는 등, 헤이안 시대 중기에는 관음 영지로서 이름이 알려져 있었다는 것을 알 수 있다.
기요미즈데라의 가람은 부상략기에 언급되는 고헤이 6년(1063년)의 화재로부터 간에이 6년(1629년) 화재에 이르기까지 기록에 남아 있는 것만 9차례에 걸쳐 소실되었다.
헤이안 시대 이후 오랫동안 법상종의 고후쿠지 지배하에 있었고, 헤이안 시대 중기부터는 진언종도 겸종하였으나, 고후쿠지와 엔랴쿠지 간의 "남도북령"(南都北嶺)이라 불리는 갈등에 여러 차례 휘말려 에이만 원년(1165년)에는 엔랴쿠지 승병의 난입으로 소실되기도 했다.
분메이 원년(1469년)에는 오닌의 난으로 인해 병화로 소실되었고, 재건을 위해 지종(時宗)의 간진승(勧進)인 간아미(願阿弥)가 초빙되었다. 간아미는 기요미즈데라에 들어오기 전부터 다리와 사찰 건물의 재건 및 구휼 활동에 종사하며 당시 지휘하던 간진 집단과 요인들과의 인맥을 통해 재건 사업에 임했다. 간아미는 재건의 완수를 보지 못하고 세상을 떠났으나, 그가 이끈 간진 집단은 발판을 현대에 이르는 기요미즈데라의 시발점이 되었다.
도요토미 히데요시는 기요미즈데라에 130석의 절영을 안도하였으며, 이는 에도 막부에 이르러서도 계속해서 계승되었다. 현재의 본당은 간에이 6년(1629년) 화재 이후 간에이 10년(1633년), 도쿠가와 이에미츠의 기부로 재건된 것이며, 다른 주요 전각들도 대부분 이 시기에 재건되었다.

### 삼직육방
근세의 기요미즈데라는 "삼직육방"(三職六坊)이라 불리는 조직에 의해 유지·운영되었다. "삼직"이란 사주에 해당하는 "집행", 부사주에 해당하는 "목대", 그리고 절의 유지 관리와 문전 마을의 지배 등을 담당하는 "본원"을 가리킨다. 집행직은 호쇼인(宝性院), 목대직은 지신인(慈心院), 본원직은 죠주인(成就院)이 각각 담당했다. "육방"은 이에 다음가는 사격을 갖춘 것으로, 여섯 개의 사원으로 구성되어 있었다.
이 가운데 호쇼인은 현재도 니오몬 북쪽에 남아 있으며, 지신인은 본당만이 "즈이구도"라는 이름으로 남아 있다. 죠주인은 근대의 중흥조인 오오니시 료케이가 거처로 삼은 곳으로, 경내 북쪽에 위치해 현재는 기요미즈데라 본부가 되었다.
"육방"에 속한 여섯 개의 사원은 모두 경내 남쪽에 모여 있었으나, 그중 진승인은 오다 노부나가에 의해 폐절되었고, 이후에는 성취원에서 사적만 계승했다. 의승인, 지문인, 광승인, 원양인도 폐불훼석 시기에 폐절되었으며, 현재는 연명인만 남아 있다.

### 근대
근대에 들어와 메이지 시대가 되면서, 신불 분리에 의해 본당의 정북에 위치한 지슈 신사(地主神社)가 기요미즈데라에서 독립하였다. 또한, 메이지 시대 초기에는 종지를 진언종 다이고파(真言宗醍醐派)로 변경했으나, 1885년(메이지 18년)에 다시 법상종(法相宗)으로 돌아왔다.
1914년(다이쇼 3년)에는 고후쿠지(興福寺) 주지이자 법상종 관장이었던 오오니시 료케이(大西良慶, 1875–1983)가 기요미즈데라 간슈(貫主, 주지)에 취임했다. 오오니시는 1965년(쇼와 40년)에 법상종에서 독립하여 북법상종(北法相宗)을 창종하고 초대 관장이 되었다. 그는 1983년(쇼와 58년), 향년 107세로 사망할 때까지 약 70년간 기요미즈데라 간슈를 역임하며 "중흥의 조"로 평가받고 있다. 오오니시는 1966년(쇼와 41년) 월 2회의 북법상종 불교 문화 강좌를 시작했고, 1974년(쇼와 49년)에는 일중 우호 불교 협회를 설립하는 등 불교를 통한 국제 교류, 평화 운동, 문화 활동에 헌신했다. 그의 후임 간슈로 마쓰모토 다이엔(松本大圓)이 취임했으나 내부 분쟁으로 인해 실각했다. 현재 간슈는 모리 세이한(森清範)이다. 2023년 인사에서 모리 세이켄(森清顕)이 종무장이 되었고, 집사장은 오오니시 신코(大西真興)에서 오오니시 코큐(大西皓久)로 교체되었다.
2015년(헤이세이 27년)에는 10년에 걸쳐 제작된 그림 두루마리 「기요미즈데라 헤이세이 엔기 에마키(清水寺平成縁起絵巻)」가 완성되어 봉납되었다. 이 그림 두루마리는 절의 초창기부터 「헤이세이 대개수(平成の大改修)」의 완공까지의 1,200년을 그린 것으로, 전체 길이는 65m에 이른다. 작화는 일본화가이자 교토 사가 예술대학 명예교수인 하코자키 무쿠마사(箱崎睦昌)가 맡았다. 그림 천과 배색 기법 같은 전통 기법을 되살려 그려졌으며, 전쟁 장면이 많이 그려진 무로마치 시대의 『기요미즈데라 엔기 에마키』와 달리, 수차례 소실과 재건을 반복한 기요미즈데라를 지탱해 온 서민들의 모습을 주제로 삼아 묘사되었다.

## 현재
본당에는 큰 무대가 있고 산 허리에 놓여있는 긴 기둥에 의해 지지되어 있으며, 이 곳에 올라가면 도시의 인상적인 경치를 관람할 수 있다. 당시 에도 시대에는, 유명하거나 풍경이 아름다운 곳에 순례객들이나 참배객들을 위해 거대한 무대와 건물들을 짓는 것이 유행이었다.
과감한 결단을 내리는 것을 '기요미즈의 무대로에서 뛰어 내릴 생각으로'라고 표현하는데, 기요미즈데라의 고문서 조사에 의하면 실제로 뛰어 내린 사람은 1694년부터 1864년까지 234명이었고 그 생존률은 85.4%였다. 1872년에 정부가 뛰어내리는 것을 금지하면서 목책을 치는 등 대책을 세우면서 실제로 뛰어내리는 사람들의 수는 점차 잦아들었다.
본당의 밑에는 오토와 폭포가 있는데, 이 곳에서 오토와 폭포가 세 개의 물줄기로 나누어지면서 연못으로 떨어진다. 방문객들은 이 물을 마실 수 있는데, 이 물에는 치료의 힘이 있다고 여겨진다. 세 개의 물줄기는 각각 지혜, 연애, 장수를 상징한다는 풍문이 있는데, 이 세 개의 물줄기 중 오직 최대 두 가지만을 선택해야 하며 만약 그렇지 않으면 욕심에 대한 벌을 받아 벌을 받는다는 설이 있다. 다만 기요미즈데라의 공식 웹사이트와 기록에 따라 이와 같은 주장이 증명된 적은 없다.

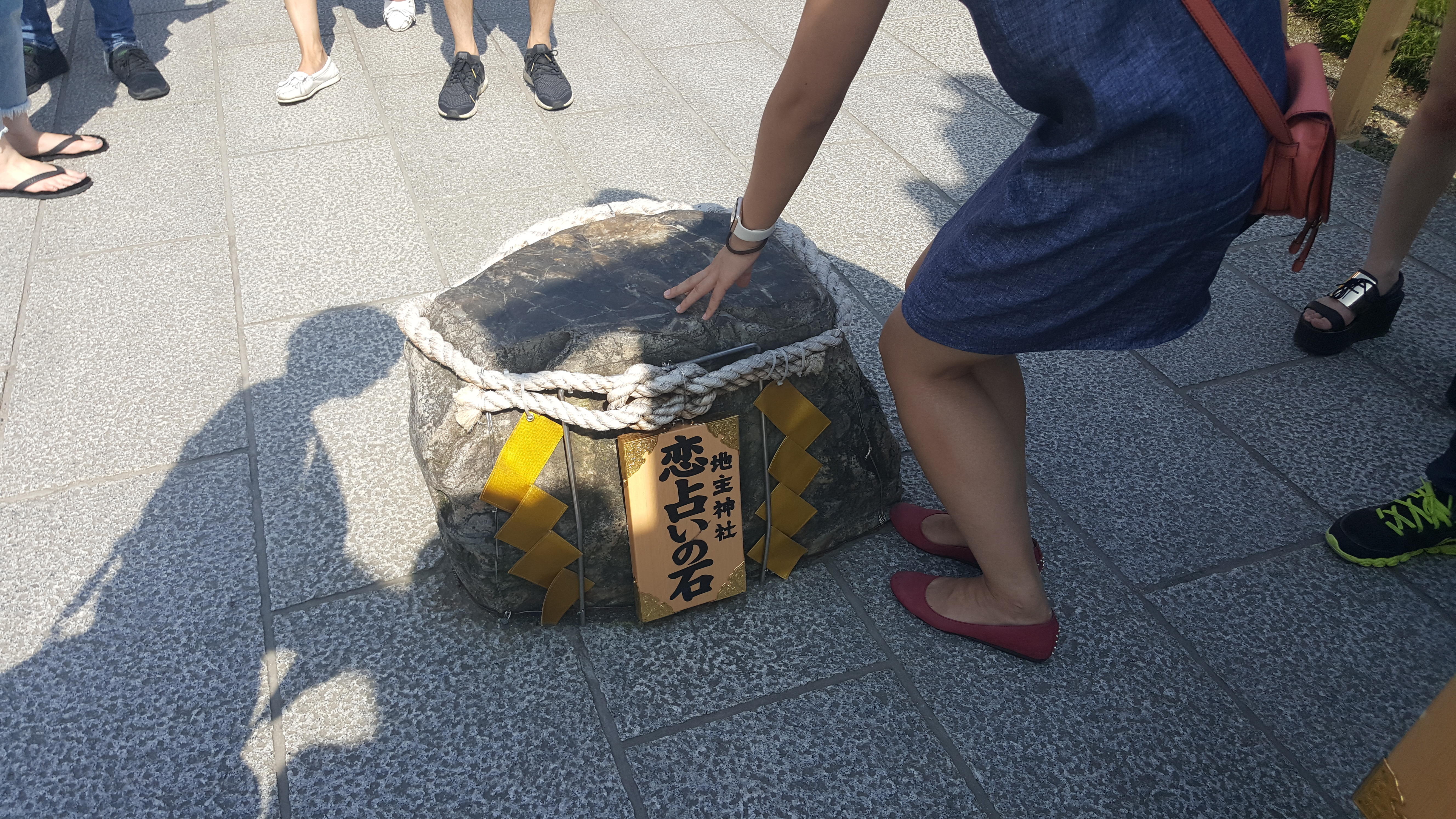
사랑의 돌을 만지는 관광객

절 내부에는 지슈 신사를 포함한 몇몇 신사들이 있다. 이 신사는 사랑과 연애의 신인 오쿠니누시에게 봉헌된 신사인데, 남녀 간의 인연을 맺어준다고 하여 유명하다. 지슈 신사에는 18m 간격으로 "사랑의 돌"이라는 돌이 두 개 있다. 눈을 감은 채로 한쪽에서 다른 한쪽으로 걸어오면 사랑이 이루어진다고 한다. 실패할 경우 사랑이 이루어지는데 오랜 기간이 걸린다는 전설이 있다.
또한 기요미즈데라에서는 다양한 종류의 부적들과 향, 오미쿠지(행운의 종이)를 볼 수 있다. 이곳은 특히 축제 때 인기가 있는 장소로, 기요미즈데라 앞에 있는 거리는 축제 기간 동안 전통 축제 음식과 기념품들을 판매하는 특별 상점들로 채워진다.
2007년에 기요미즈데라는 신 세계7대 불가사의의 21개 후보 중 하나로 올랐으나, 그러나 최종적인 7개 명단에는 들어가지 못했다.

## 경내

### 본당

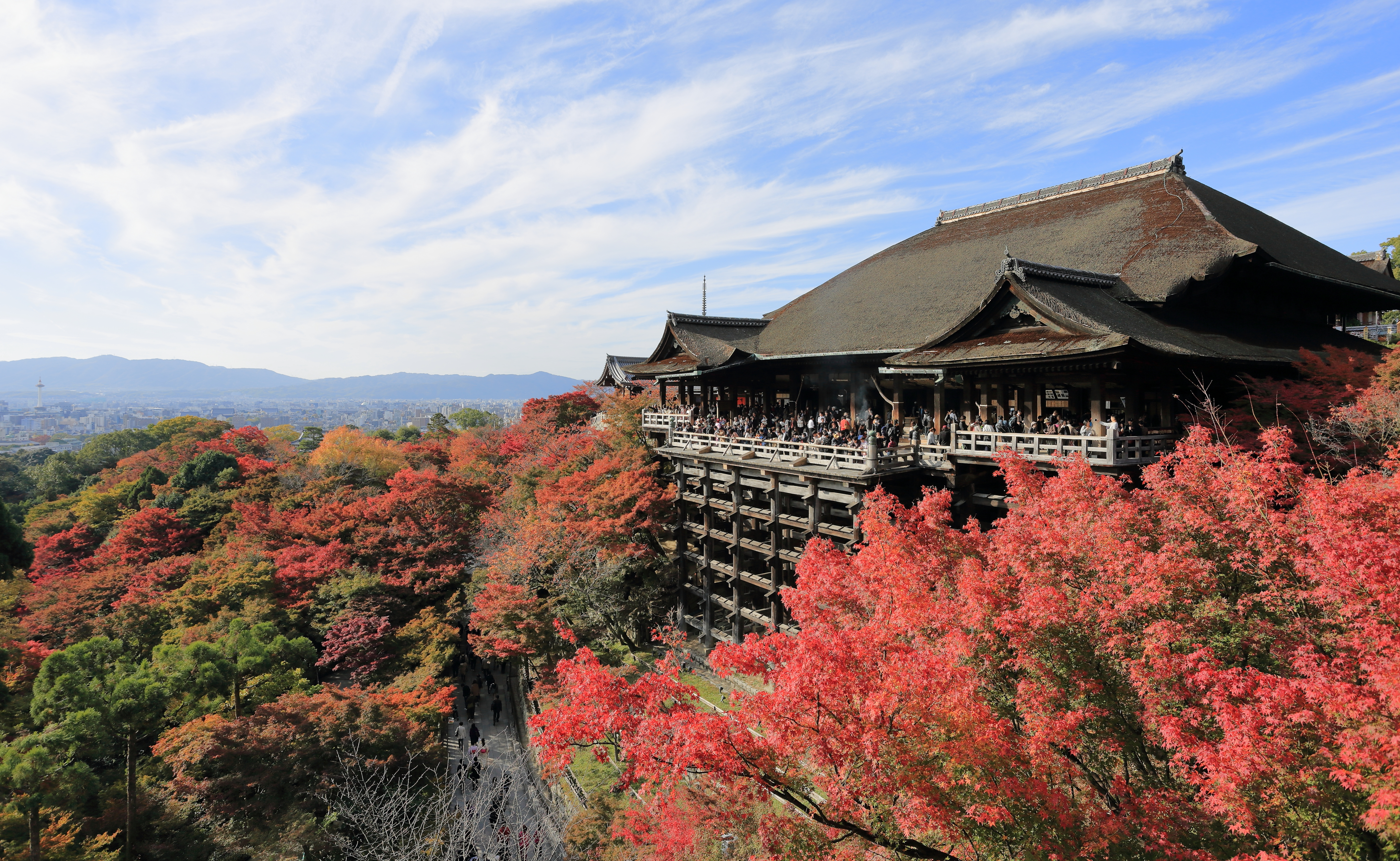
기요미즈데라의 본당

일본의 국보로, 1633년 도쿠가와 이에미쓰의 기부금을 통해 재건됐다. "시미즈의 무대"라는 이름으로도 불린다. 지붕은 요세무네즈쿠리(寄棟造)이며, 외부는 유약칠이 되어 있으며, 본당의 날개는 정면(남쪽면)의 양 옆으로 돌출되어 있다. 요세무네즈쿠리는 우진각 형식의 지붕 형태이며, 지붕 위에는 노송나무 껍질을 얇게 발라 만들어진 것이다. 본당의 전반부는 산비탈에 지어졌으며, 139개의 느티나무 기둥이 무대를 지탱하고 있다. 본당 건물에는 못이 전혀 들어가지 않은 채로 건립되었다.

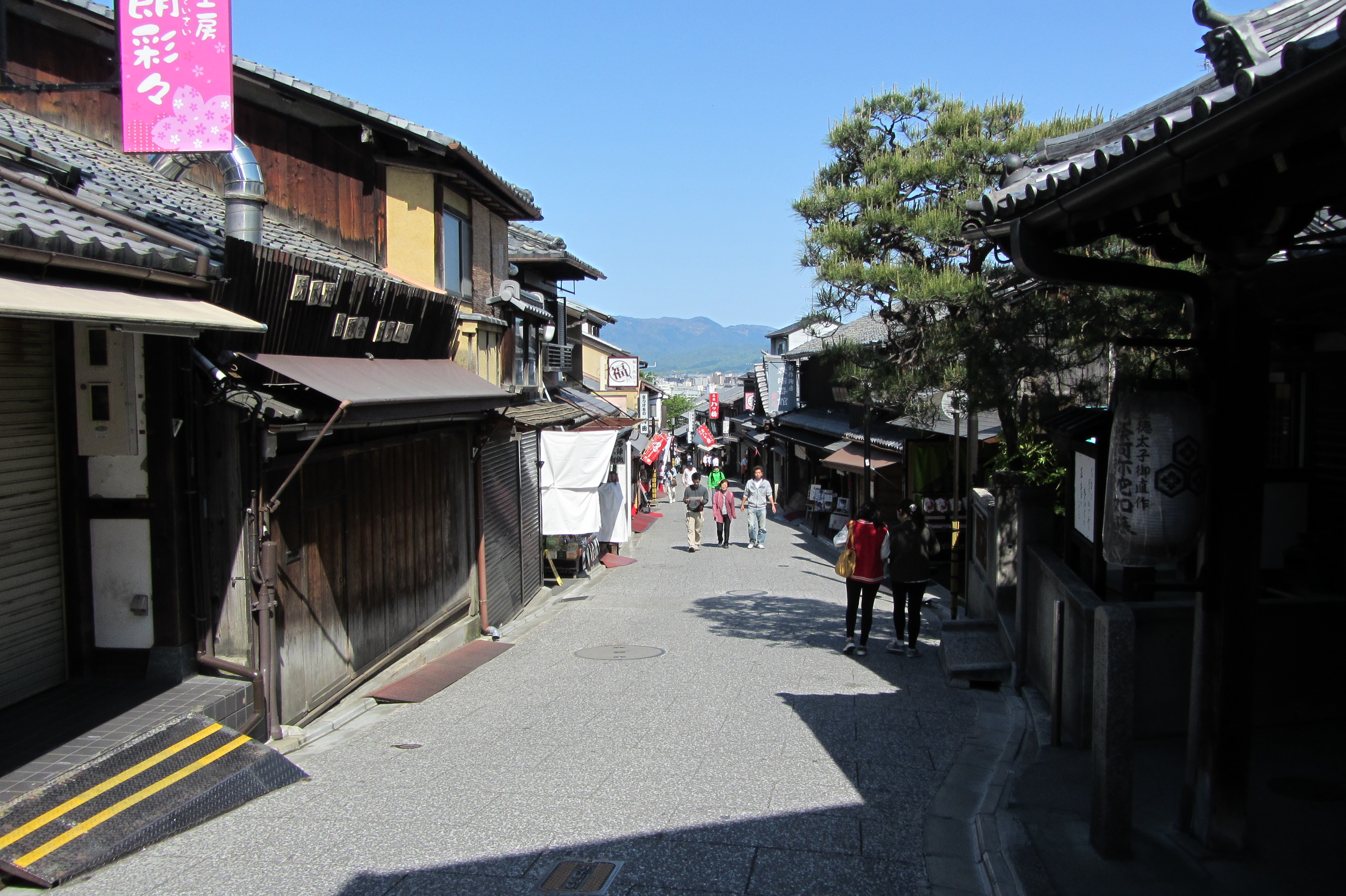
기요미즈미치(松原通)를 따라 서쪽 방향으로 바라본 사진.

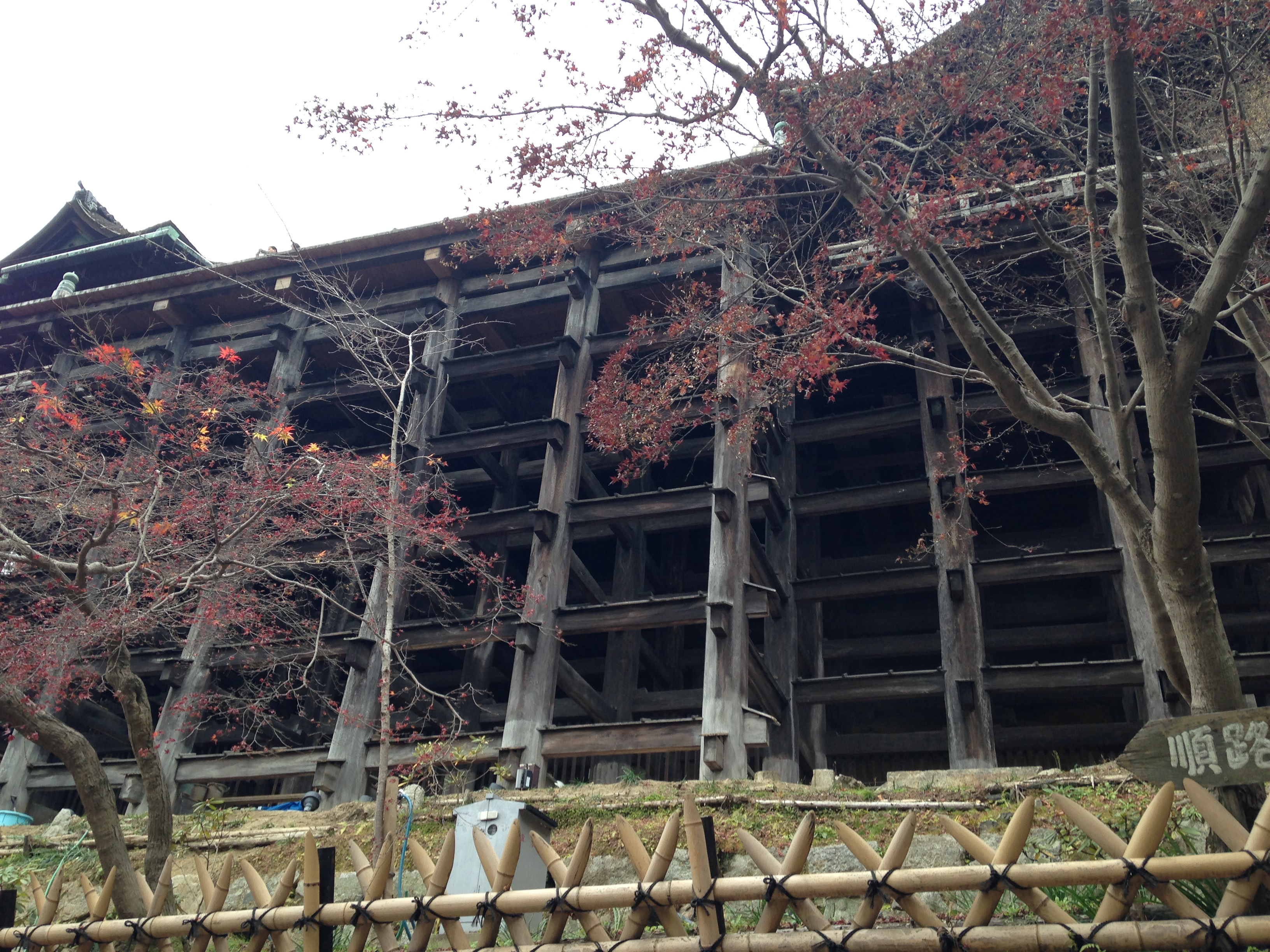
본당 무대 아래

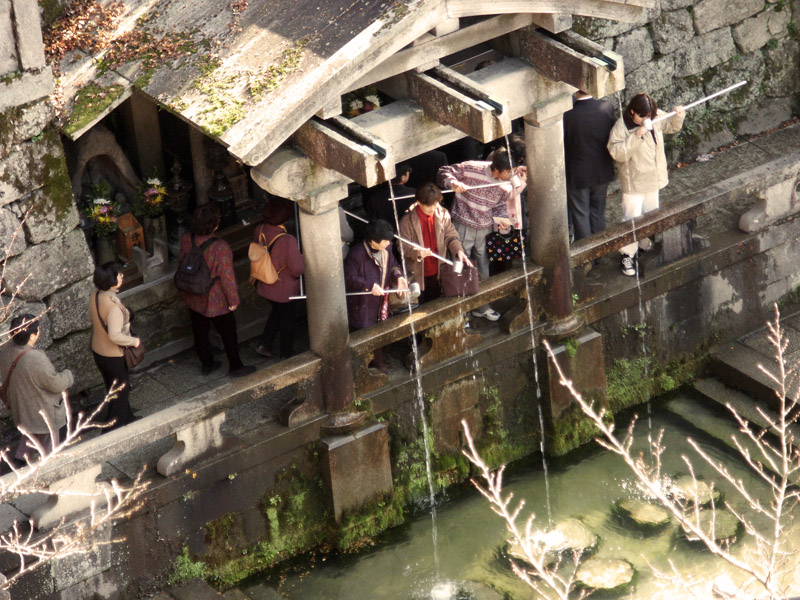
오토와노타키(音羽の滝)

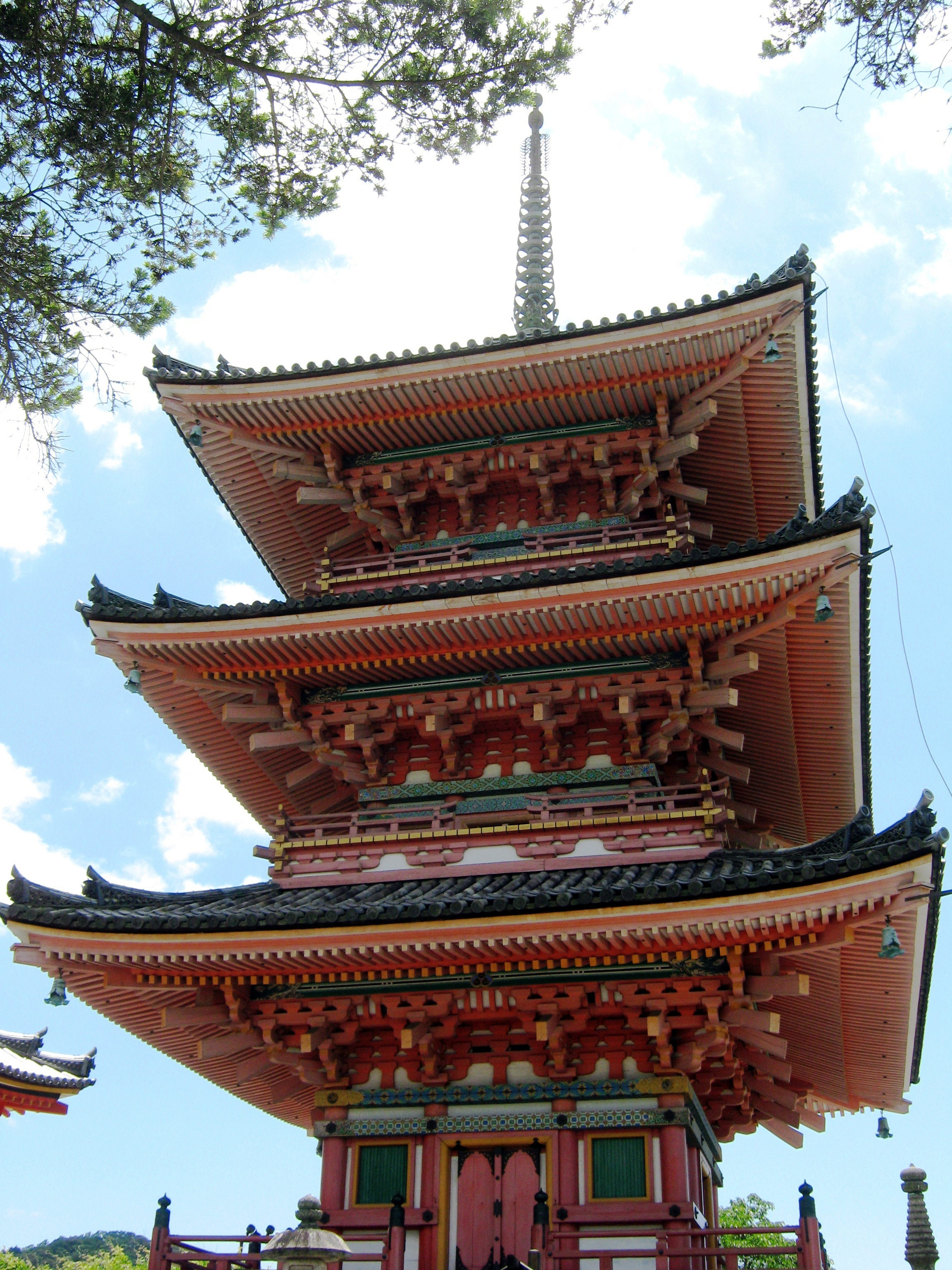
삼중탑(三重塔)

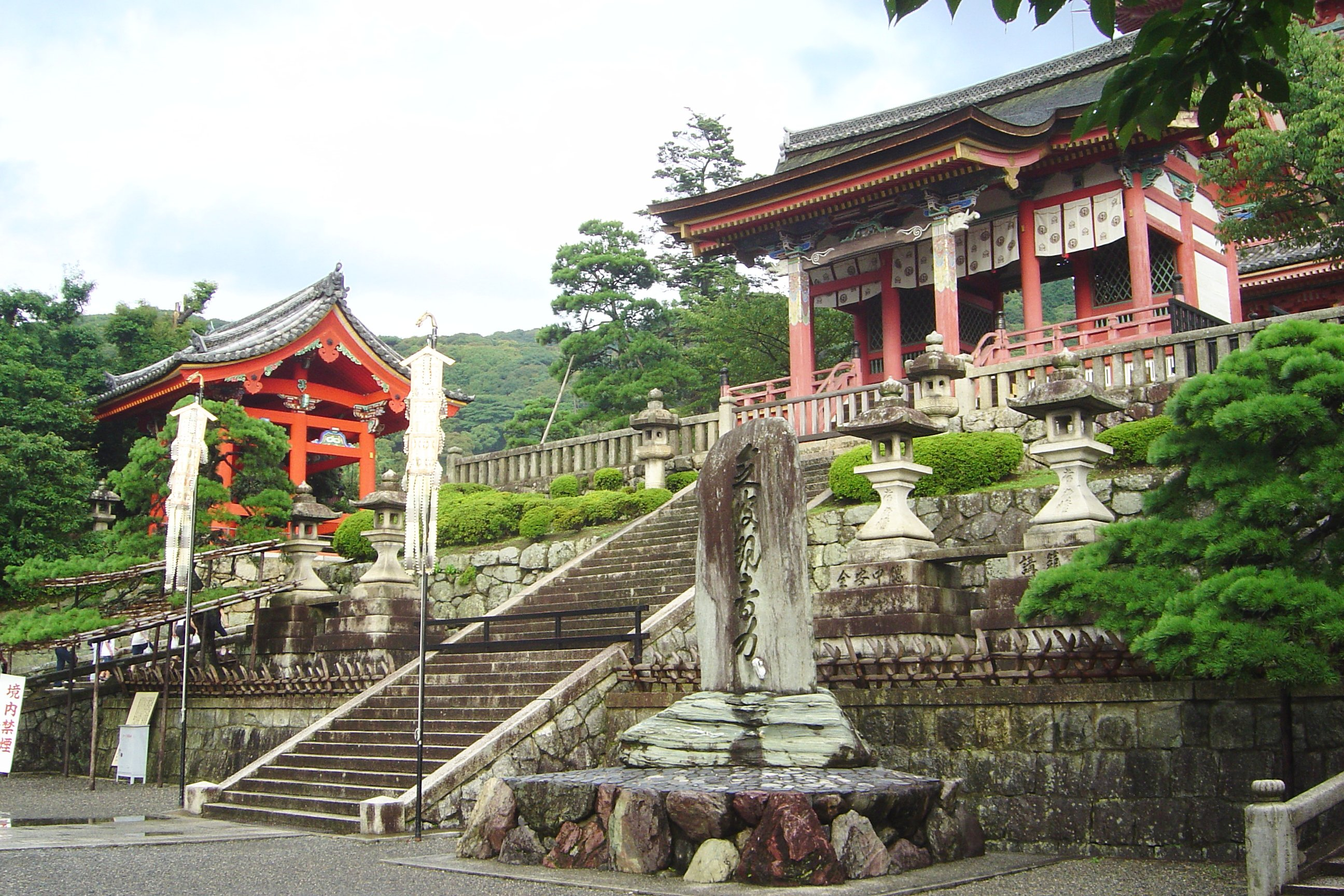
서문과 종루(좌측)

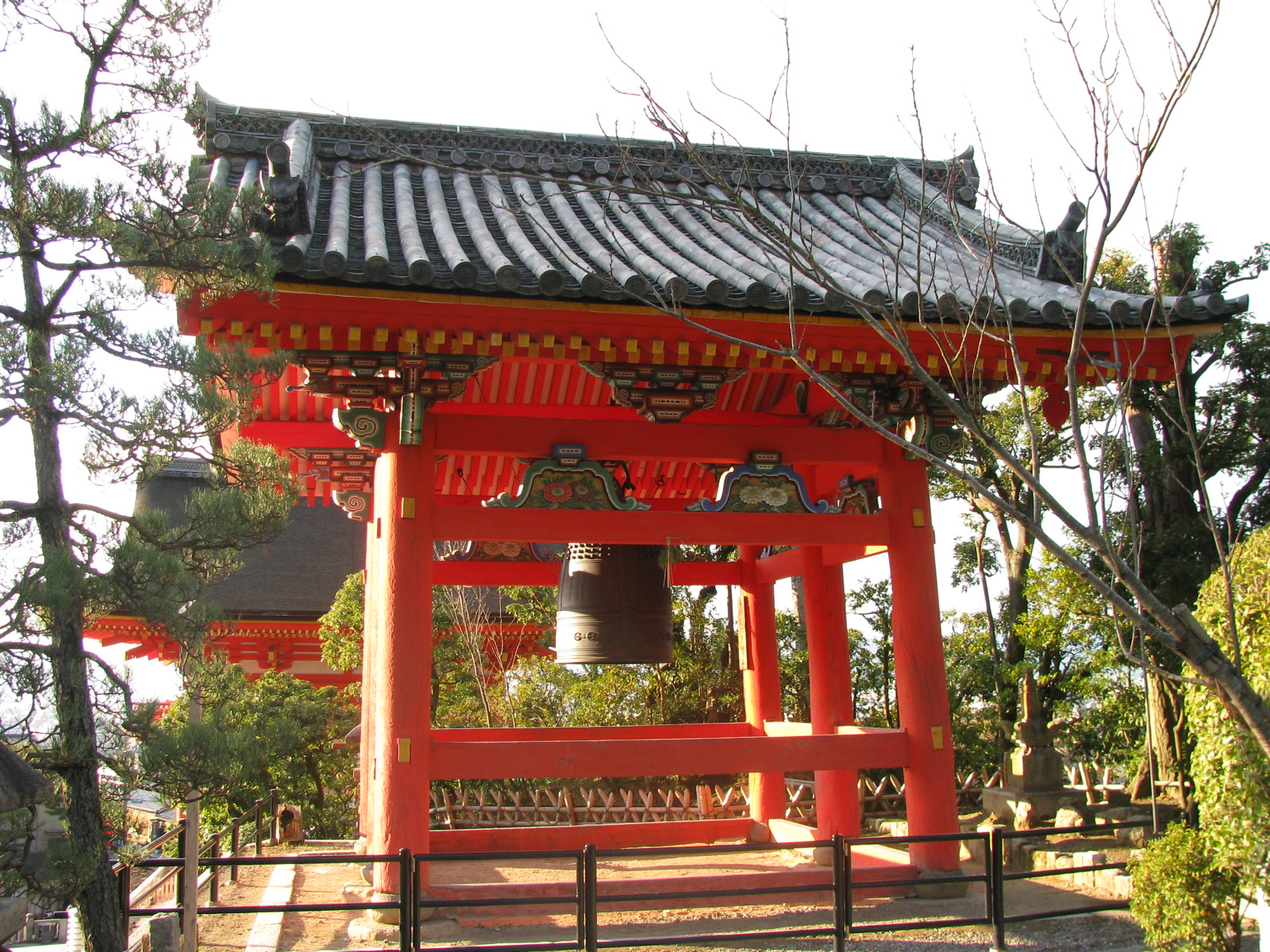
종루

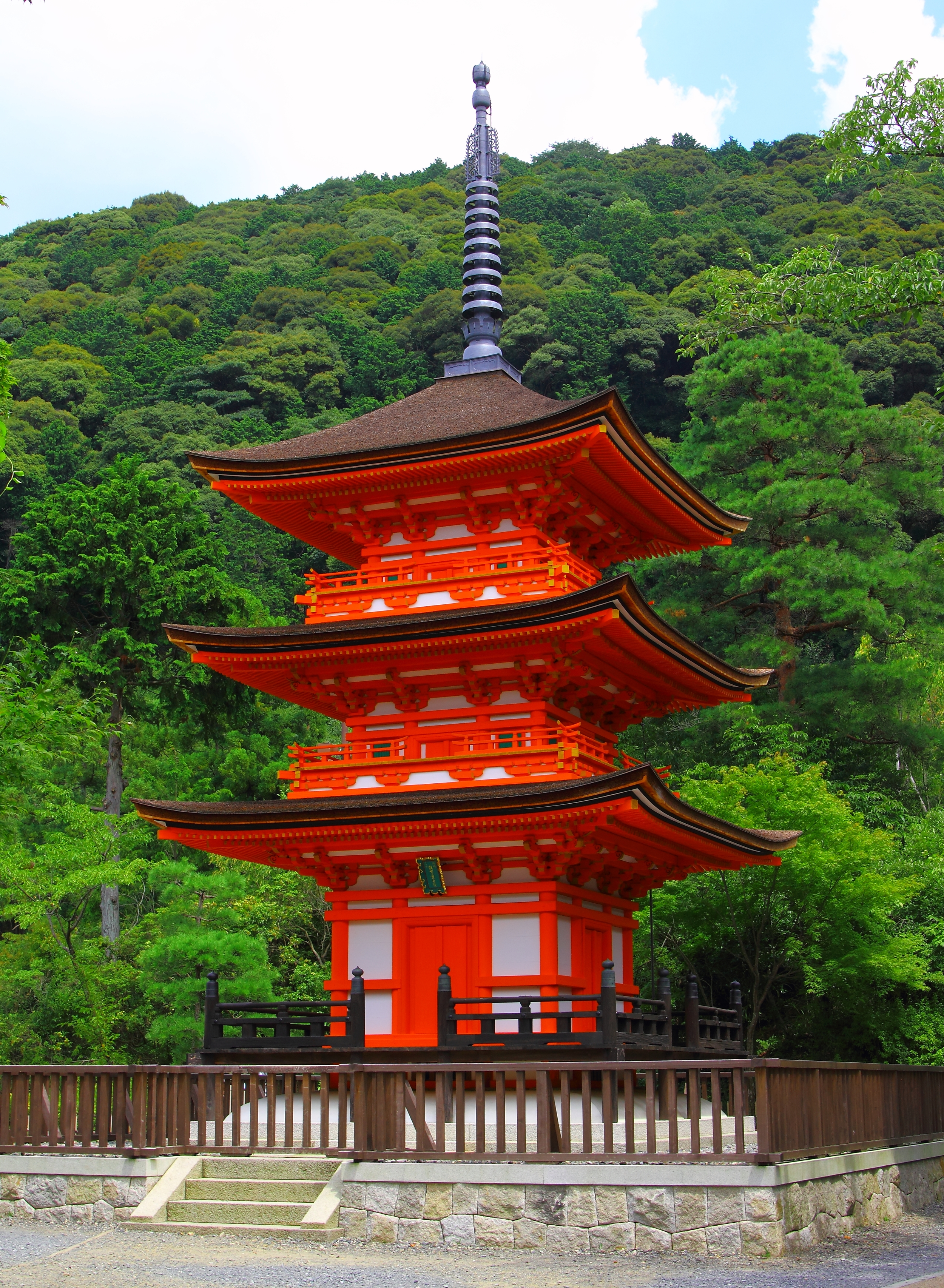
코야스토(子安塔)

### 참배길
도오지(東大路通)의 기요미즈미치 교차로에서 기요미즈데라까지 약 1.2km에 이르는 언덕길은 기요미즈미치(清水道)로 불리며, 이 길의 양쪽에는 관광객을 위한 기념품 상점들이 줄지어 있다. 이 길은 마츠바라도리(松原通, 옛 오죠도리)의 연장선상에 위치해 있다. 그 남쪽, 히가시야마(東山) 오죠(五条)의 교차로에서 북동쪽으로 올라 기요미즈미치에 합류하는 오죠자카도 참배길이 된다. 또한, 오죠자카 중간에서 갈라져 기요미즈데라의 니오몬 부근에 도달하는 기요미즈신도(清水新道)도 있다. 이들 참배길이 개방된 것은 근세 이후의 일이며, 중세까지는 호칸지(法観寺) 야사카노토를 거쳐 산넨자카(産寧坂)를 남쪽으로 올라, 쿄카쿠도(経書堂)에서 왼쪽(동쪽)으로 꺾는 루트가 정식 참배길이었다.

### 경내 개요
기요미즈데라의 경내는 해발 242미터의 기요미즈산(清水山) 중턱에 위치하고 있으며, 돌담을 쌓아 평탄하게 정비되어 많은 건물이 빽빽하게 서 있다. 입구의 니오몬(仁王門)을 지나 서문, 삼층탑, 종루, 경당, 개산당, 아사쿠라당(朝倉堂) 등을 거쳐 본당에 이른다. 본당의 동쪽 계단을 내려가면, 사찰 이름의 유래가 된 약수가 세 개의 대나무 통에서 흘러나오는 "오토와노타키(音羽の滝)"가 위치해 있다. 이곳을 더 남쪽으로 지나면 "킨운케이(錦雲渓)"라는 계곡을 넘어 소탑 사찰인 타이산지(泰産寺)와 "코야스토(子安塔)"로 불리는 작은 삼층탑이 있다. 경내 북쪽에는 기요미즈데라 본방인 죠주인(成就院)이 위치해 있다.
또한 본당 북쪽 인근에는 지슈 신사(地主神社)가 있으며, 본래는 기요미즈데라의 수호신사였으나 현재는 인연을 맺어주는 신으로서 신앙을 모으고 있다. 신사의 본전, 배전, 총문은 기요미즈데라 본당과 마찬가지로 간에이(寛永) 10년(1633년)에 재건된 것이다. 니오몬 앞에 있는 고마이누(狛犬)는 지슈 신사의 것으로, 특이하게도 양쪽 모두 입을 벌리고 있다. 메이지 시대의 신불분리령에 따라 기요미즈데라에서 독립하였으나 역사적 배경으로 인해 유네스코 세계유산 "고도 교토의 문화재"의 일부로 등재되어 있다.

### 주요 건축물
- 본당 (국보): 도쿠가와 이에미츠의 기부로 간에이 10년(1633년)에 재건되었다.
- 회랑
- 아사쿠라당(朝倉堂) (중요문화재): 간에이 10년(1633년)에 재건. 회랑 북쪽에 위치하며, 신도들에게 중요한 예배 장소로 사용되었다.
- 도라키몬(轟門) (중요문화재): 간에이 8년-16년(1631년-1639년) 사이에 재건되었다.
- 지슈 신사: 기요미즈데라의 경내에 위치하나 독립적인 신사이다.
- 샤카도(釈迦堂) (중요문화재) - 간에이 8년(1631년)에 재건되었으며, 절벽에 인접하여 세워져 있다. 편백나무 껍질로 지붕을 얹어 1972년(쇼와 47년)의 집중호우로 인한 산사태로 붕괴되었으나,[16] 3년 후 옛 재목으로 복원되었다.
- 아미다당 (중요문화재) - 간에이 8년(1631년)에 재건. 샤카도의 남쪽에 위치하며, 예배 장소로 쓰인다.
- 오쿠노인 (중요문화재) - 간에이 10년(1633년)에 재건되었으며 본당을 내려다볼 수 있는 위치에 위치해 있다.
- 샤카도 (중요문화재): 간에이 8년(1631년)에 재건되었다.
- 아미다당 (중요문화재): 간에이 8년(1631년)에 재건. 샤카도 남쪽에 위치하며, 신도들이 기도를 올리는 장소이다.
- 오쿠노인(奥の院) (중요문화재): 간에이 10년(1633년)에 재건. 본당을 내려다볼 수 있는 위치에 있으며, 관음보살을 모신 절이다.
- 타이산지: 기요미즈데라의 소속 사찰로, 오쿠노인에서 남쪽으로 이어지는 길에 위치해 있다.
- 코야스토 (중요문화재) - 삼층탑. 메이오 9년(1500년)에 재건되었으며, 높이는 15미터로, 니오몬 근처의 삼층탑의 절반 정도 크기이다. 원래는 니오몬 아래 남쪽 경비 초소 부근에 위치해 있었으나, 1911년(메이지 44년)에 현재의 장소로 옮겨졌다. 이 탑은 쇼무 천황과 고묘 황후의 기도소로 알려져 있으며, 이름에서 알 수 있듯이 안정된 출산을 기원하는 신앙의 대상이 되어 왔다. 산넨자카의 이름은 이전의 위치에 있었던 코야스토로 가는 참배길의 이름에서 유래된 것이다.
- 오토와이나리다이묘진
- 단리쿠벤자이텐
- 코쇼벤자이텐
- 오토와노타키: 오쿠노인 아래의 절벽에 위치하며, 부동명왕이 모셔져 있다. 기요미즈데라의 사찰명 유래가 된 "금색수" 또는 "연명수" 등으로 불리는 신성한 물이 세 개의 대나무 관을 통해 흘러내린다. 또한, 바느질 중 바늘을 잃어버렸을 때 "기요미즈야 오토와노타키와 다해도 잃어버린 바늘이 나오지 않을 리 없다"라는 구절을 세 번 외우면 반드시 찾을 수 있다는 민속 신앙이 전해진다.
- 타키노도
- 호쿠소몬 (중요문화재) - 간에이 8년(1631년) ~ 16년(1639년)에 재건되었으며, 한때는 본방과 죠주인의 정문 역할을 하였다. 2010년(헤이세이 22년)에 해체 수리가 이루어졌다.
- 벤자이텐샤 - 벤자이텐을 모신 사당.
- 벤텐이케 - 벤자이텐샤 근처에 위치한 연못.
- 센타이석불군 - 원래는 메이지 시대의 폐불훼석 이전까지 각 마을에서 모셔졌던 지장보살이다.
- 죠주인 - 본방이며 경내 북쪽에 위치해 있다. 가을 등 특별 공개 시기를 제외하고는 일반에 공개되지 않는다. 내부 촬영은 원칙적으로 금지되어 있으며, 2010년(헤이세이 22년)에 나카지마 키요시가 기증한 46장의 병풍 그림 '카구야 공주, 바람의 고향(봄·여름), 바람의 고향(가을·겨울), 대어'가 있다.
  - 고리 - 스님들의 생활 공간.
  - 서원 - 서재 겸 용도의 건물.
  - 지불당 - 불상을 모시는 당.
  - 정원 '달의 정원' (국가 명승지) - 연못을 중심으로 한 순환식 정원이다. 무로마치 시대 소아미에 의해 조성되었으며, 이후 고보리 엔슈가 개조하고, 마지막으로 마츠나가 사다토쿠가 조경을 했다. 묘만지 탑두인 죠주인의 '눈의 정원', 기타노텐만구에 있던 진구지 죠주인의 '꽃의 정원'과 함께 '죠주인 설월화의 삼명원'으로 불렸다. 2022년(레이와 4년)에는 기타노텐만구에 '꽃의 정원'이 복원되었다.
- 카이산도 (開山堂, 중요문화재) - 간에이 10년(1633년)에 재건되었으며, 팔작지붕을 가진 세 간당이다. 내부에는 사카노우에노 다무라마로와 그의 아내 다카코의 상을 모셔 두었으며, 왼쪽에는 교에이와 엔친의 상이 봉안되어 있다. 모두 기요미즈데라 창건에 관련된 인물로, 당내는 일반에 공개되지 않는다.
- 교도 (經堂, 중요문화재) - 간에이 10년(1633년)에 재건되었으며, 강당 역할도 겸하고 있다. 삼층탑 옆에 위치한 기와지붕의 오간당으로, 내부에는 석가삼존상(보관석가여래와 문수보살, 보현보살)이 봉안되어 있다. 천장에는 에도 시대 화가 오카무라 노부모토의 원룡이 그려져 있다. 2000년(헤이세이 12년)에 해체 수리가 이루어졌다. 이 당은 공예품 등의 전시 공간으로도 사용된다.
- 즈이구도 (随求堂) - 원래는 탑두 지심인의 본당으로, 지심인을 중흥한 승려 성송에 의해 교호 3년(1718년)에 이전되었다. 니오몬에서 참도를 따라 직진하면 위치한다. 본존은 대즈이구보살상(비불)이다. 기쇼텐 입상과 비사문천 입상(중요문화재)이 봉안되어 있으나, 비사문천은 보장전에 이전되었다. 당의 지하에는 어둠 속 공간이 있으며, 이곳을 걸어 다니는 '태내 순례'를 체험할 수 있다.
- 즈이구도 본존 대즈이구보살 좌상 - 교호 13년(1728년)에 제작된 목조상으로, 높이 110cm이다. 머리에 보관을 얹고, 8개의 팔에 오보, 검, 뱀 등의 법구를 쥐고 있으며, 원형의 광배에는 금가루로 쓴 범자가 그려져 있다. 그동안 전시회나 기요미즈데라 경내 다른 시설에서 '출개장'이 이루어진 적은 있지만, 즈이구도 내에서의 '거개장'은 조성 이래 호레키 4년(1754년)과 간에이 8년(1796년)에 단 두 번만 이루어졌다. 사이고쿠 33소 창설 1300년을 기념하여 2018년(헤이세이 30년) 3월 2일부터 3월 18일까지와 10월 5일부터 10월 15일까지 222년 만에 즈이구도 내에서 거개장이 열렸다.[17][18]

## 갤러리

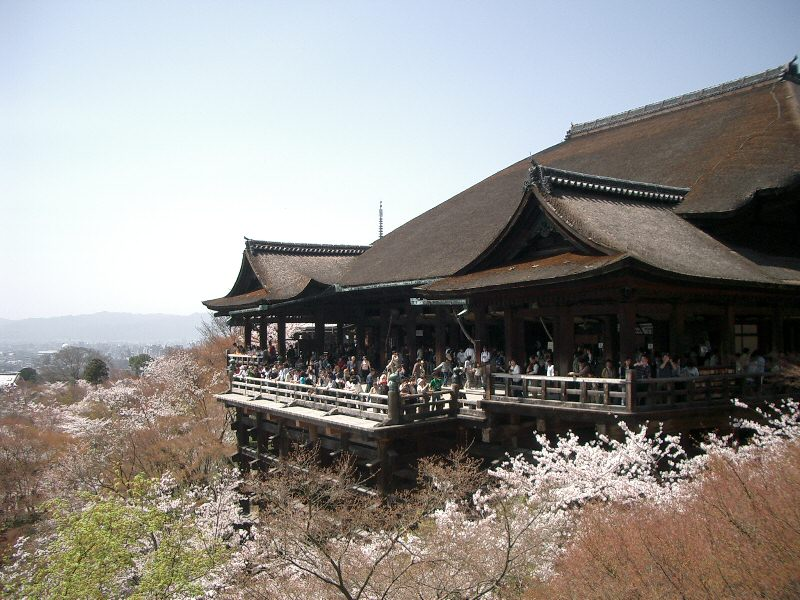
벚꽃이 만개할 때의 기요미즈데라
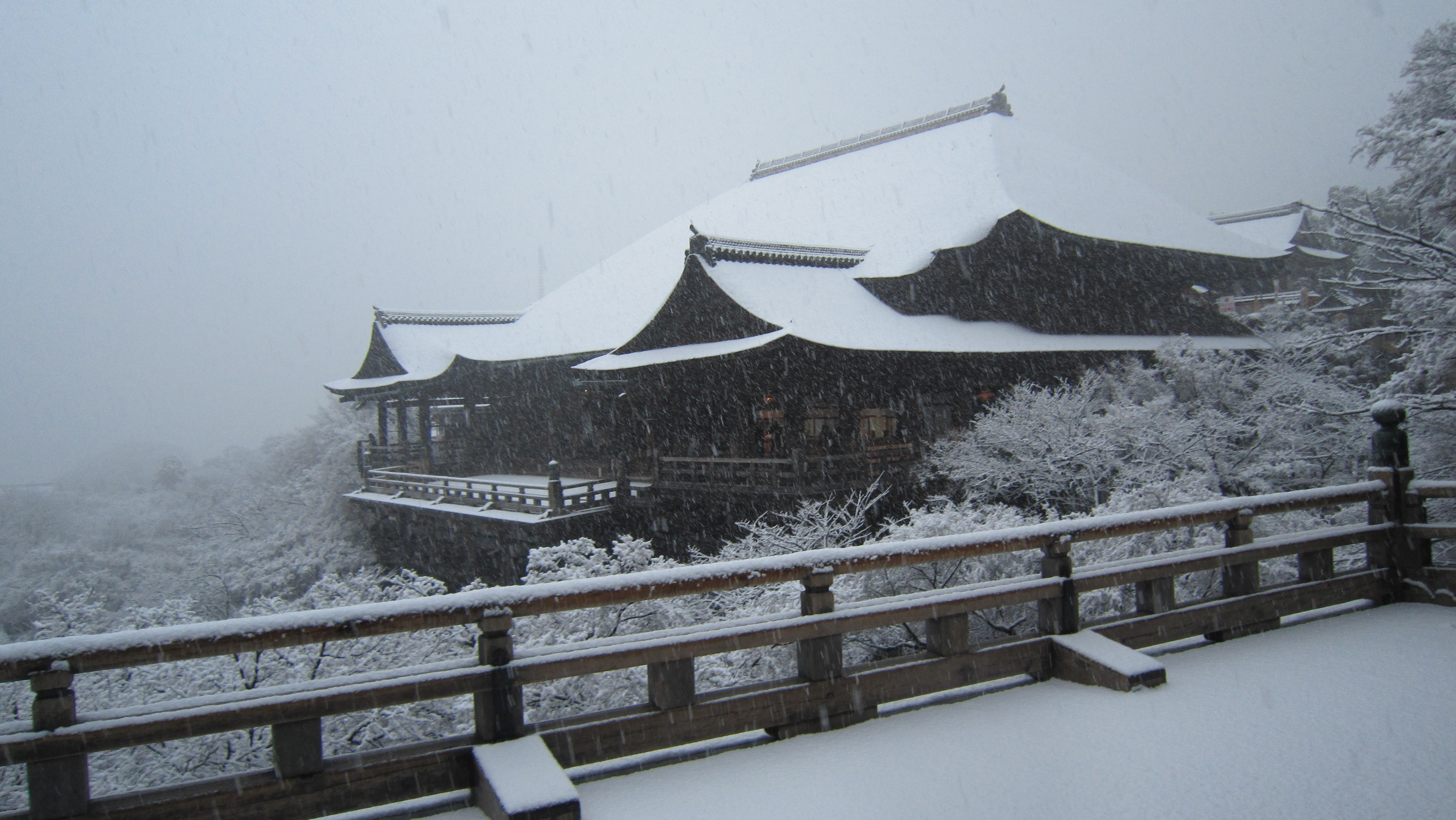
눈이 덮인 기요미즈데라
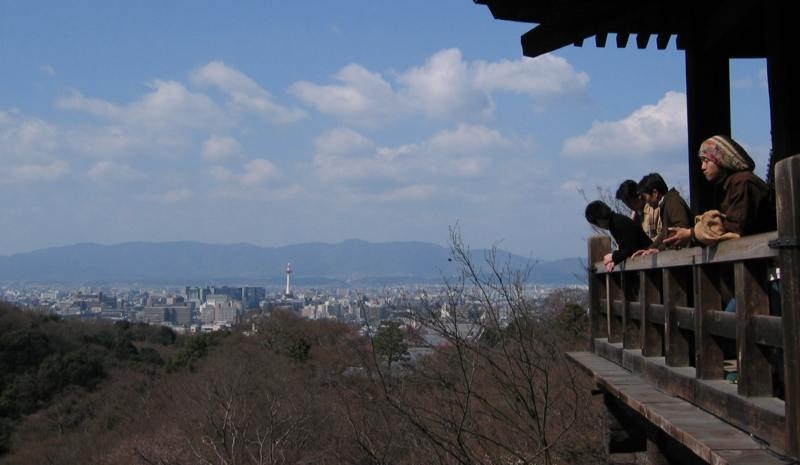
기요미즈데라의 무대
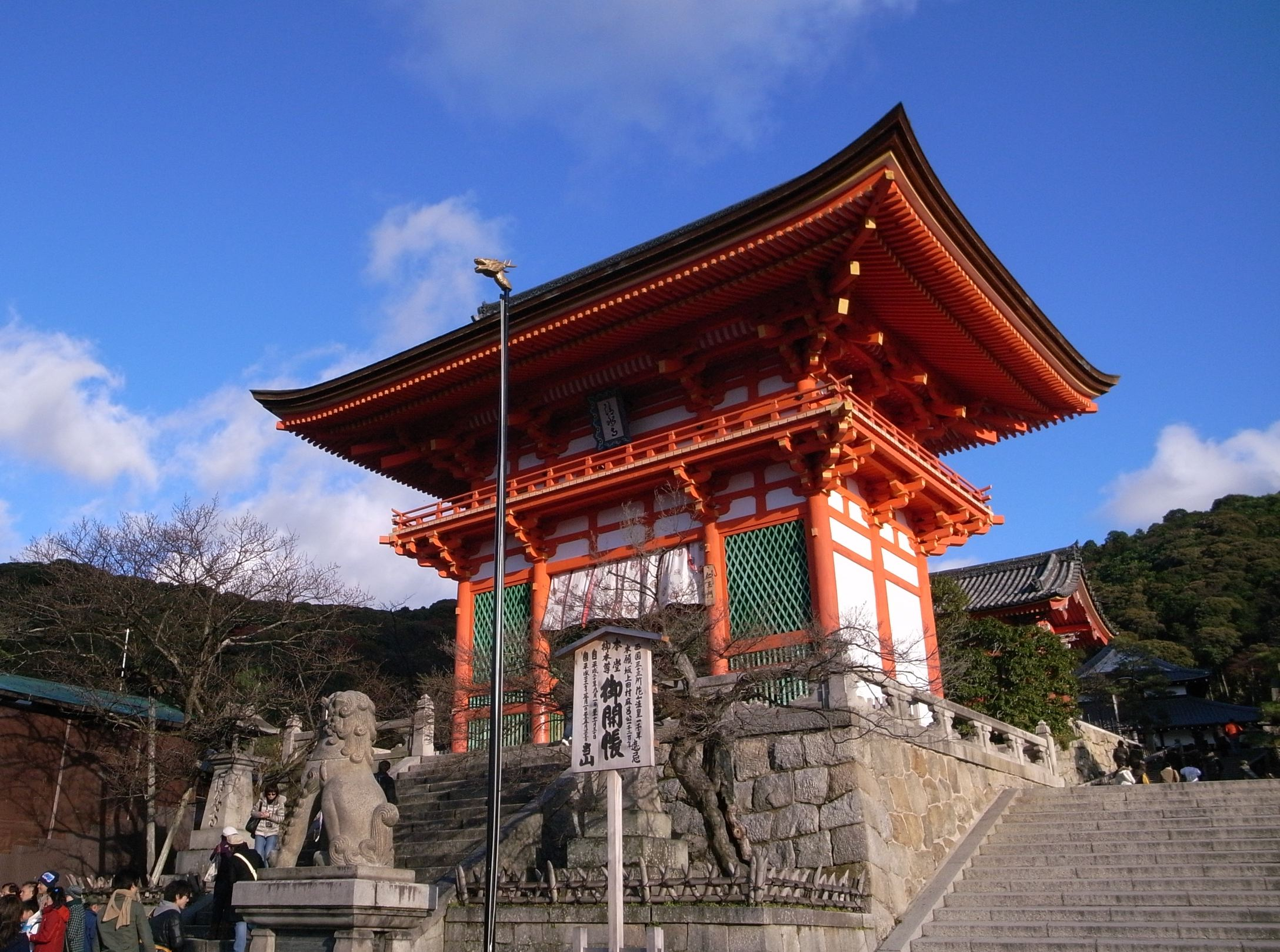
데바 문
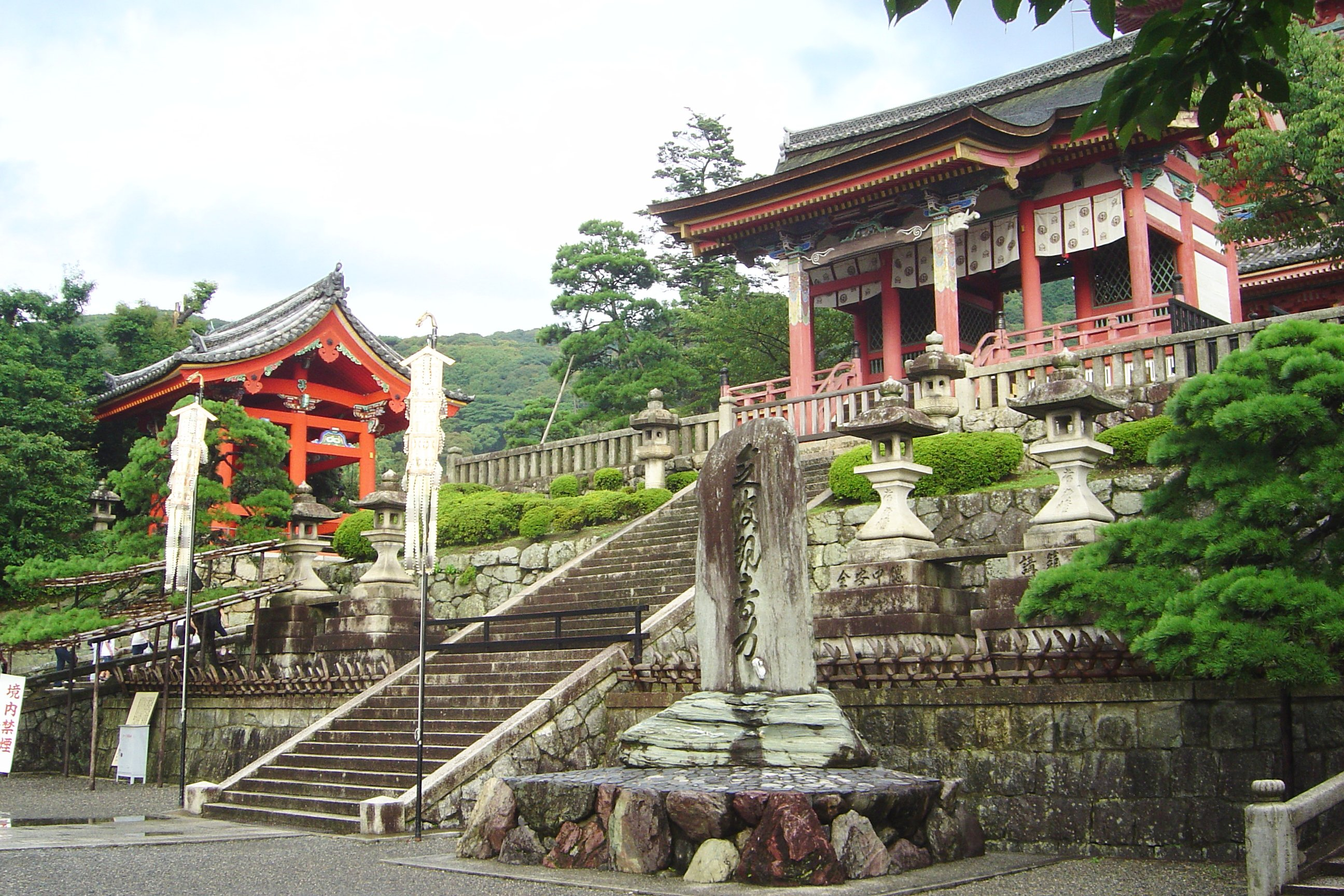
기요미즈데라의 입구
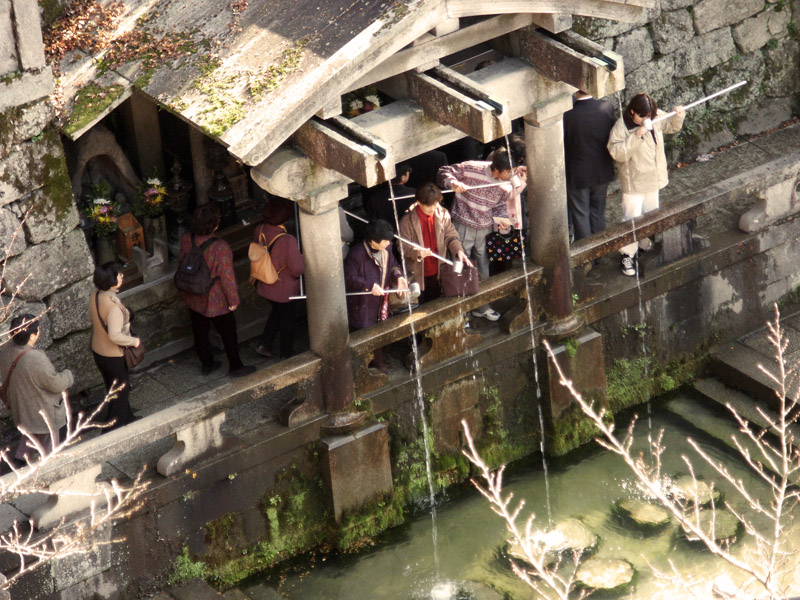
'오토와 폭포'는 폭포의 물을 마시는 방문객들에게 지혜, 연애, 장수를 가져다준다고 한다.
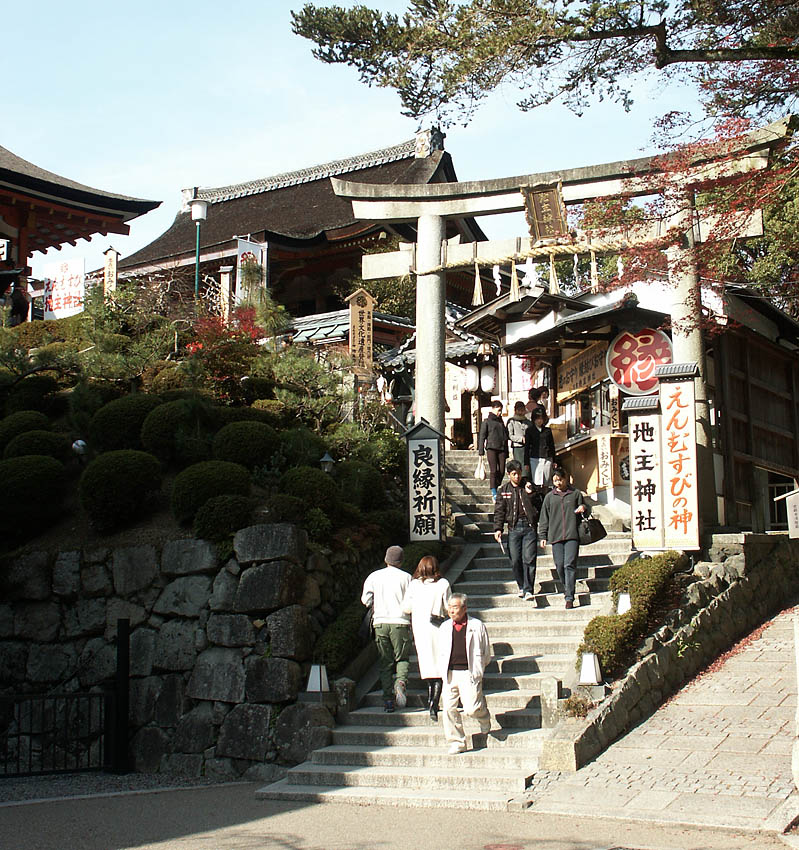
지슈 신사의 도리이
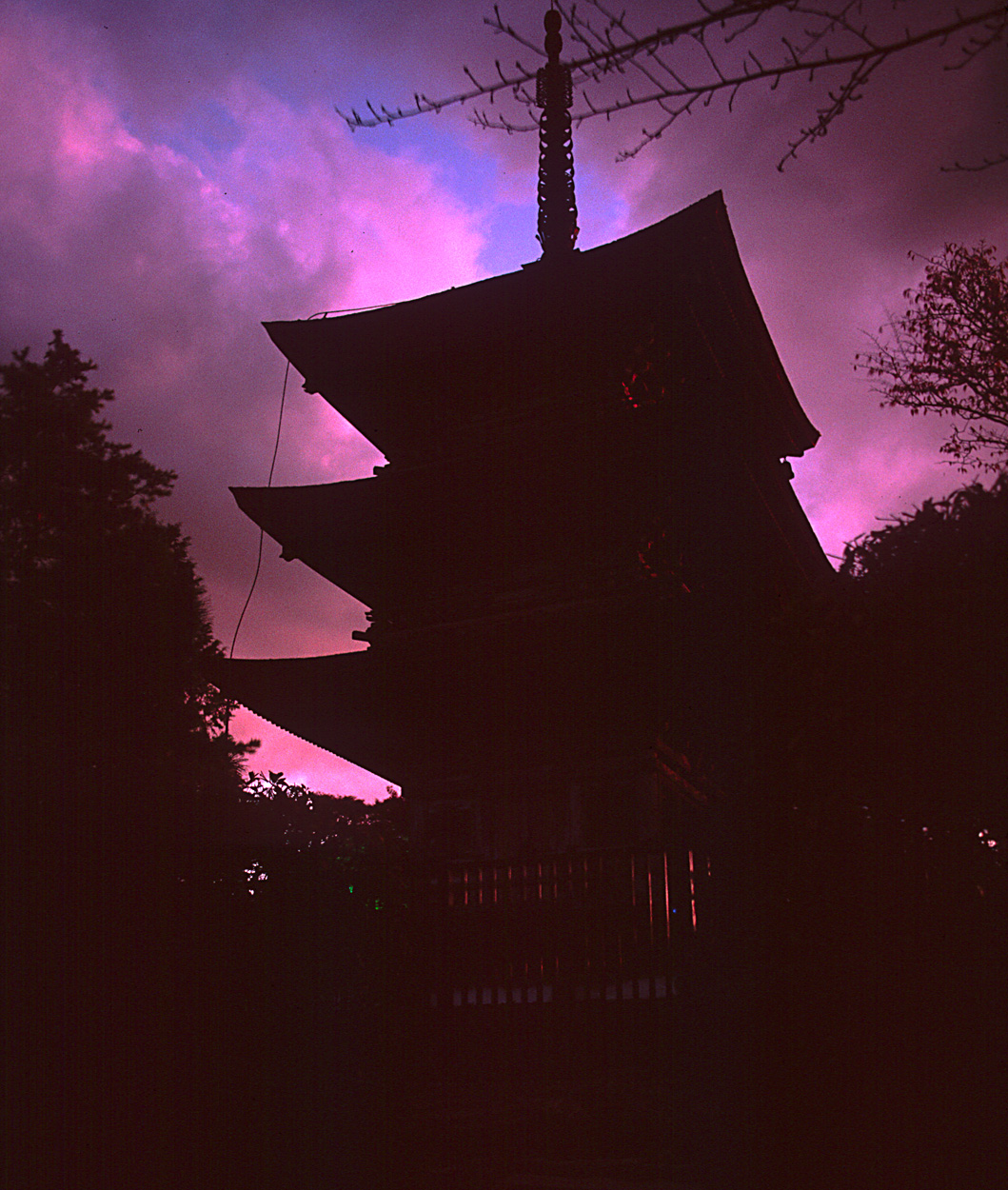
석양 무렵의 3층 탑의 모습
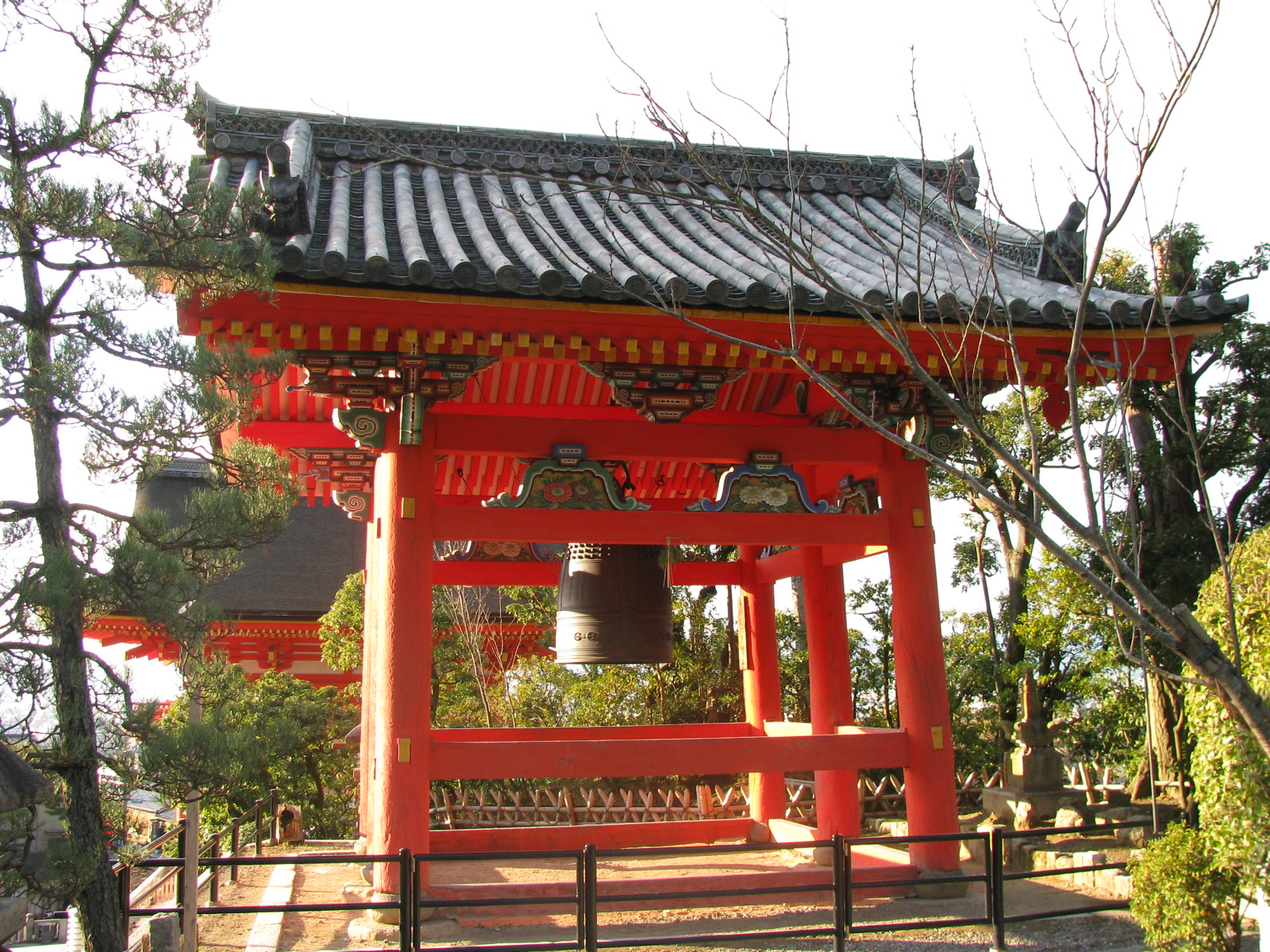
종루
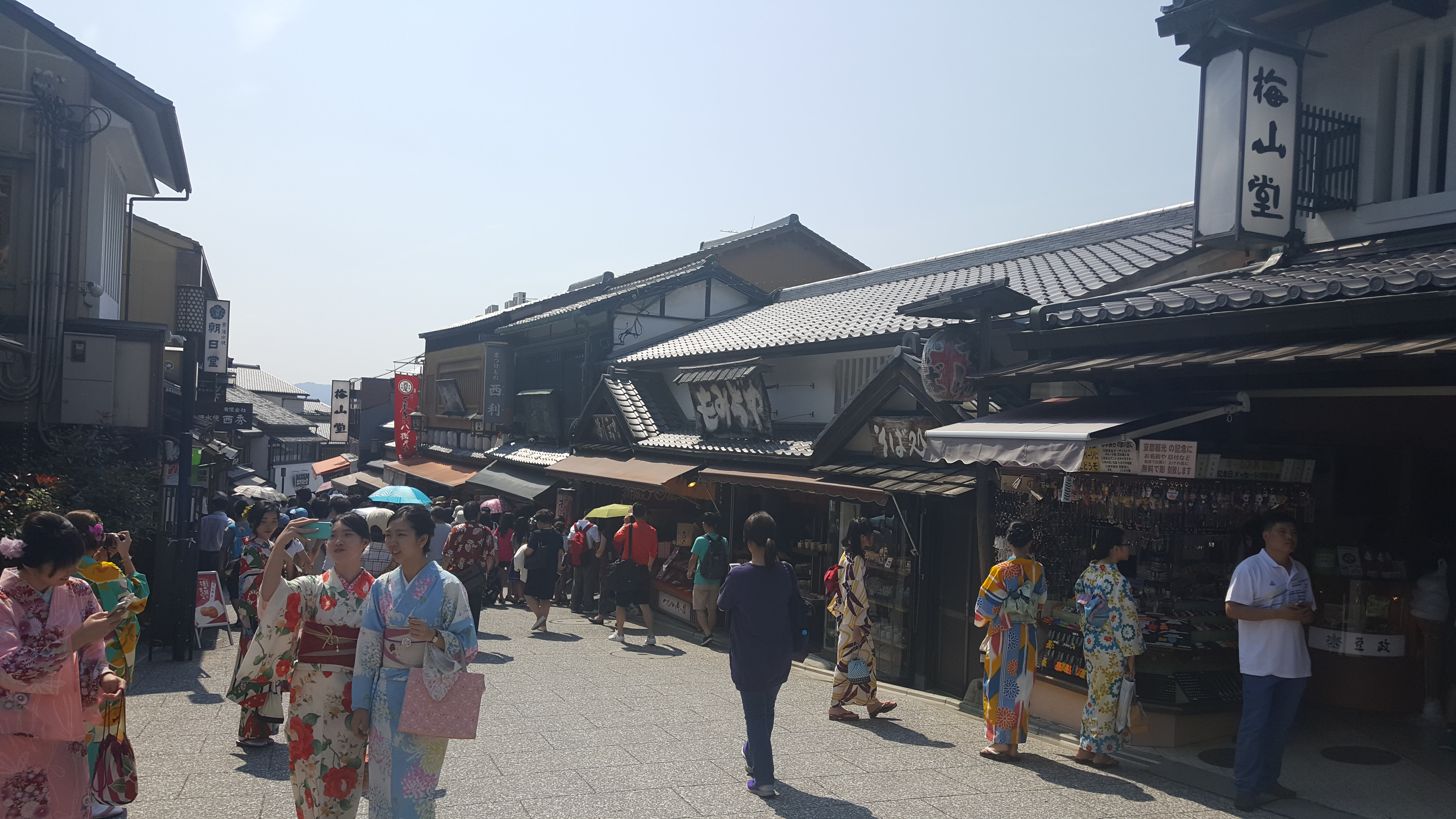
기요미즈데라 입구에서 바라본 거리
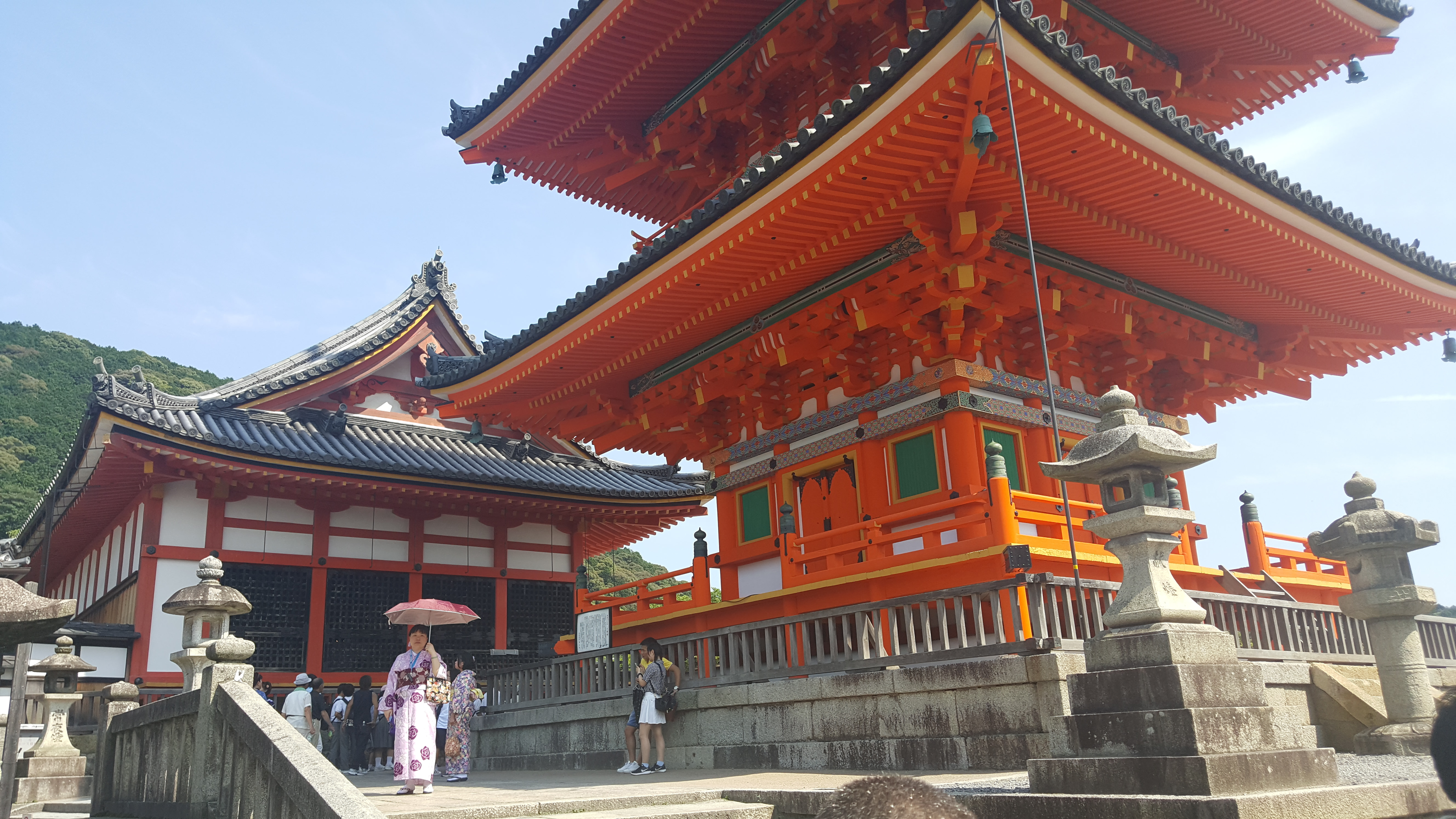
기요미즈데라 3층탑 (2016년 6월)

## 같이 보기
- 고대 교토의 역사 기념물
- 일본의 관광

## 참고문헌
- 横山, 正幸 (2008), 《京都清水寺さんけいまんだら》, 清水寺
- 下坂, 守 (2003), 《描かれた日本の中世 - 絵図分析論》, 法藏館, ISBN 4831874787